# Terra Bella (entreprise)
Terra Bella anciennement  Skybox Imaging est une entreprise américaine fournissant des images satellites et des vidéos en haute résolution, ainsi que des services d'analyse.

## Histoire
L'entreprise, dont le siège social est situé à Mountain View, en Californie, a été fondée en 2009 par Dan Berkenstock, Julian Mann, John Fenwick et Ching-Yu Hu.
En avril 2012, Skybox a réussi une levée de fonds de 91 millions de dollars provenant de Khosla Ventures (en), Bessemer Venture Partners (en), Canaan Partners (en) et Norwest Venture Partners (en).
Le 21 novembre 2013, le premier satellite de Skybox, SkySat-1, fut lancé par le lanceur ukrainien Dnepr depuis la base de Iasny. La société prévoit de lancer deux satellites en 2014, et envisage une flotte de 24 satellites.
Skybox a publié les premières images du satellite SkySat-1 le 11 décembre 2013, représentant les villes de Perth et Abou Dabi, ainsi que les côtes somaliennes. Le 27 décembre 2013, elle mit en ligne la première vidéo haute définition de la Terre vue de l'espace
.
Le 10 juin 2014 la société Google  annonce le rachat Skybox pour la somme de 500 millions de dollars.
Quatre satellites SkySat sont lancés le  16 septembre 2016 par une fusée Vega depuis la  base de lancement de Kourou.
En février 2017, Planet Labs annonce l'acquisition de Terra Bella, en échange de la signature d'un contrat d’approvisionnement en image satellitaire pour Google.

## Objectifs
La résolution des images et des vidéos de l'entreprise est suffisamment élevée pour observer des objets qui ont un impact sur l'économie mondiale, comme les terrains, les voitures et les conteneurs. Skybox indique que ses satellites peuvent capter des vidéos d'une définition 1080p d'une durée de 90 secondes, à 30 images par seconde. Les vidéos de Skybox « pourraient nous aider à mieux comprendre notre monde en analysant les mouvements de biens et de personnes, la fourniture de données visuelles sur les chaînes d'approvisionnement, le transport, l'activité des installations industrielles, ainsi que les secours humanitaires. » (Scientific American).
L'objectif de l'entreprise est d'être en mesure de fournir des images satellites en haute résolution de n'importe quel endroit sur Terre, plusieurs fois par jour. Skybox a l'intention de « changer la nature de l'industrie des satellites, en fabriquant des satellites utilisant une électronique standard, qui ferait baisser les coûts à 50 millions de dollars ».